# Репо, Тимо
Тимо Юхани Репо (фин. Timo Repo; род. 1945, Финляндия) — финский дипломат, чрезвычайный и полномочный посол Финляндии на Украине (2000—2003).

## Биография
С 1973 года начал работу в Министерстве иностранных дел Финляндии.
С 1975 по 1977 год работал в посольстве Финляндии в Болгарии, а с 1977 по 1979 год был сотрудником посольства Финляндии в Швеции.
С 1979 по 1982 год работал в структуре МИДа Финляндии в Хельсинки.
С 1982 по 1986 год работал в посольстве Финляндии в СССР, а с 1986 по 1994 год был в должности герального секретаря советско-финской комиссии по экономическому сотрудничеству.
С 1994 по 2000 год был в должности Генерального консула Финляндии во Франкфурте-на-Майне (Германия).
В 2000 году назначен на должность чрезвычайного и полномочного посла Финляндии на Украине, которую занимал до 2003 года.